# ヴァランティーヌ・ブロツキー
ヴァランティーヌ・ブロツキー（Valentina Brodsky、1905年 -1993年12月）
画家マルク・シャガールの2人目の妻。シャガールは1人目の、最愛の同郷の妻ベラを亡命中にアメリカで亡くした。南仏ヴァンスに居を移してから、2人目の妻となるヴァランティーヌと1952年に再婚した。この再婚の結婚式はパリで挙げた。シャガールの絵「日曜日」（1952年ー1954年）は彼女との結婚を機に書かれた作品である。以後、90歳代後半まで生きたシャガールの生涯のよき伴侶であった。